# Abraam giudeo
Abraam giudeo è un personaggio del Decameron di Giovanni Boccaccio, e precisamente uno dei due protagonisti, con Giannotto di Civignì, della seconda novella della prima giornata.
Di lui si sa solo che è un ricchissimo mercante di Parigi, persona colta, retta e leale. Riconoscendo in lui tutte queste virtù l'amico Giannotto vorrebbe convertirlo al cristianesimo, perché gli dispiace che non possa salvarsi nel mondo ultraterreno per via della sua fede. Tanto insiste che Abraam gli propone di valutare la conversione, dopo essersi però recato a Roma a vedere il Papa e la sua corte di cardinali.
Giannotto si addolora alquanto di tale decisione, pensando che se Abraam va a Roma e assiste alla vita scellerata e sudicia di quei chierici, non solo non si farà cristiano: ma quando fosse stato cristiano, certamente sarebbe ritornato ebreo. Ma non riuscendo a dissuadere l'amico dal viaggio, e non avendo nulla da perdere, Giannotto acconsente al volere dell'amico e ne cura gli affari in sua assenza.
A Roma, Abraam assiste alle peggiori nefandezze e vede i prelati che dal primo all'ultimo si macchiano di tutti i peggiori peccati capitali senza alcun rimorso, dalla gola all'avarizia alla lussuria; e quando gli pare di aver visto abbastanza, se ne ritorna a Parigi.
Giannotto, pur sicuro che Abraam ha abbandonato ogni desiderio di farsi cristiano, gli prepara una festa di benvenuto, e chiede di sentire la storia del suo viaggio.
L'ebreo racconta di aver visto i prelati commettere tali nefandezze, che si è convinto che Roma sia una fucina di opere diaboliche e non divine, e che gli è parso che il Papa e i cardinali facessero tutto il possibile per ridurre la fede cristiana al nulla. Eppure, ciò non è avvenuto e non avviene, nel senso che la stessa fede persiste e si diffonde nonostante la corruzione di coloro che dovrebbero essere i suoi pastori. L'unica spiegazione possibile, argomenta Abraam, è che esista una forza sufficiente a opporsi alla malvagità di Roma: è quindi certo che la fede cristiana sia sostenuta dallo Spirito Santo. E così, conclude con enorme sorpresa dell'amico, nulla al mondo lo tratterrà dal farsi cristiano, e intende farsi battezzare subito. Giannotto ne è felice e sceglie per lui il nome di Giovanni.